# Pascal David
Pour les articles homonymes, voir David.
Pascal David, né le 10 février 1956 est un historien français de la philosophie et traducteur. Il est professeur à l'université de Brest depuis 1996.

## Biographie
Ancien élève de l'École normale supérieure de Saint-Cloud, Pascal David est spécialiste de Schelling, et de Martin Heidegger. Docteur en philosophie et en lettres, Il a traduit de l'allemand de nombreux ouvrages, notamment de Walter Friedrich Otto, Johannes Lohmann, Franz Brentano, Werner Beierwaltes et Hans-Georg Gadamer.
Il compte parmi les défenseurs français de Heidegger avec, notamment, François Fédier. Il a contribué, en particulier, à l'ouvrage collectif intitulé Heidegger à plus forte raison qui donne la réplique à Heidegger, l'introduction du nazisme en philosophie d'Emmanuel Faye. Les Éditions Gallimard renoncèrent à la publication de l'ouvrage, en partie du fait de désaccords quant au fond, en partie pour éviter d'éventuelles poursuites : les compétences d'interprète d'Emmanuel Faye, y sont en effet remises en cause par les auteurs (François Fédier, Marcel Conche, Gérard Guest, Françoise Dastur, etc.). Le livre est finalement édité chez Fayard en 2007.
S'il maîtrise aussi bien l'anglais que l'italien et l'allemand, l'hébreu que le latin et le grec, c'est véritablement vers les œuvres allemandes qu'il s'oriente, et celles de Martin Heidegger en particulier. Celui-ci ne tient pas à dissocier ces deux activités car : «Il y a une stimulation réciproque entre mon travail d'enseignant-chercheur et celui de traducteur. Je ne veux sacrifier ni l'un ni l'autre. Je pense que ce travail mené à l'extérieur se ressent dans mes cours et que c'est un plus pour les étudiants. C'est un équilibre entre les deux que je recherche».
Pascal David fut le président de la commission de spécialistes qui refusa la titularisation de Marie-Claude Lorne, maître de conférences stagiaire, le 13 juin 2008. Celle-ci se suicida peu après en indiquant que sa non-titularisation avait précipité sa décision, provoquant une émotion considérable. La ministre Valérie Pécresse saisit l'Inspection générale de l'administration de l'Éducation nationale et de la recherche qui rendit un rapport sévère sur la commission et sur les « manquements aux règles de déontologie de la part du président de la commission de spécialistes ». Pascal David récuse fermement ces conclusions, en expliquant qu'il n'avait aucune mauvaise intention et n'avait jamais imaginé que cette jeune femme irait commettre un tel geste[réf. souhaitée]. Le 18 avril 2011, la ministre missionne le recteur pour que la commission disciplinaire de l'université soit saisie à son encontre Le conseil disciplinaire de l'université de Nancy, ou l'affaire avait été délocalisé, dans sa décision de décembre 2011, n'a retenu aucune faute professionnelle contre Pascal David.

## Publications

### Ouvrages (publiés ou dirigés)
- Schelling de l'absolu à l'histoire, Paris, Presses universitaires de France, coll. « Philosophies », 1998.
- (dir.) L'Enseignement par excellence : hommage à François Vezin, Paris/Montréal, L'Harmattan, 2000.
- Le Vocabulaire de Schelling, Paris, Ellipses, 2001.
- avec Bernard Mabille (dir.) Une pensée singulière : hommage à Jean-François Marquet, Paris/Budapest/Turin, L'Harmattan, coll. « L'Ouverture philosophique », 2003.
- Job ou L'authentique théodicée, Paris, Bayard, 2005.
- (dir.) Interprétation(s), Rennes, Presses universitaires de Rennes, 2010.
- Heidegger et le judaïsme : Le nom et le nombre, Paris, Le Cerf, 2015.
- Penser la Chine. Interroger la philosophie avec François Jullien, Paris, Hermann Éditeurs, coll. « Philosophie », 2016.
- Habiter la terre. L'écologie peut-elle échapper au règne de la technique ? Paris, Éditions Manucius, « Le marteau sans maître », 2019.

### Traductions
- Hannah Arendt, Martin Heidegger, Lettres et autres documents 1925-1975, trad. par Pascal David, Paris, Gallimard, 2001.
- Werner Beierwaltes, Platonisme et idéalisme, trad. par Marie-Christine Challiol-Gillet, Jean-François Courtine et Pascal David, Paris, J. Vrin, 2000.
- Medard Boss, « Il m'est venu en rêve... » : essais théoriques et pratiques sur l'activité onirique, trad. par Christian Berner et Pascal David, Paris, Presses universitaires de France, « Psychiatrie ouverte », 1989.
- Franz Brentano, De la diversité des acceptions de l'être d'après Aristote, trad. par Pascal David, Paris, Vrin, 1992.
- Hans Georg Gadamer, L'Idée du bien comme enjeu platonico-aristotélicien, suivi de Le Savoir pratique, trad. par Pascal David et Dominique Saatdjian, Paris, Vrin, « Problèmes et controverses », 1994.
- Martin Heidegger, Concepts fondamentaux, trad. par Pascal David, Paris, Gallimard, 1985 ; rééd. 1991.
- Martin Heidegger, Correspondance avec Elisabeth Blochmann : 1918-1969, trad. par Pascal David, Paris, Gallimard, 1996.
- Martin Heidegger, Platon, « Le sophiste », trad. par Jean-François Courtine, Pascal David et al. ; sous la responsabilité de Jean-François Courtine et Pascal David, Paris, Gallimard, 2001.
- Martin Heidegger, « Colloque sur la dialectique », et « Annexe au colloque sur la dialectique », trad. par Pascal David et Jürgen Gedinat, Philosophie, n° 69 et 70, Paris, Minuit, 2001.
- Martin Heidegger, En guise de contribution à la grammaire et à l'étymologie du mot « être », Introduction en la métaphysique, chap. II ; édité, traduit et commenté par Pascal David, Paris, Éditions du Seuil, « Points. Essais » (bilingue), 2006.
- Martin Heidegger, La métaphysique de l’idéalisme allemand (Schelling), trad. par Pascal David, Paris, Gallimard, 2015.
- Martin Heidegger, Réflexions VII-XI. Cahiers noirs (1938-1939), trad. par Pascal David, Paris, Gallimard, 2018.
- Friedrich-Wilhelm von Herrmann, Francesco Alfieri, Martin Heidegger: La vérité sur ses «Cahiers noirs», trad. par Pascal David, Paris, Gallimard, 2018.
- Johannes Lohmann, Mousiké et logos. Contributions à la philosophie et à la théorie musicale grecques, trad. par Pascal David, Mauvezin, Trans-Europ-Repress, 1989.
- Friedrich Nietzsche, Richard Wagner à Bayreuth, in Œuvres, tome 1 ; sous la responsabilité de Marc de Launay, Paris, Gallimard, 2001.
- Walter F. Otto, Essais sur le mythe, trad. par Pascal David, Mauvezin, Trans-Europ-Repress, « TER bilingue », 1987.
- Friedrich von Schelling, « Emmanuel Kant », trad. par Pascal David, Philosophie, n° 22, Paris, Minuit, 1989.
- Friedrich von Schelling, « De la valeur et de la portée des sociétés bibliques », trad. par Pascal David, Philosophie, n° 36, Paris, Minuit, 1992.
- Friedrich von Schelling, Les Âges du monde, trad. par Pascal David, suivi d'une étude du traducteur, Paris, Presses universitaires de France, « Épiméthée », 1992.
- Friedrich von Schelling, Introduction à la philosophie, traduction, présentation et postface par Marie-Christine Challiol-Gillet et Pascal David, Paris, Vrin, « Bibliothèque des textes philosophiques », 1996.

### Éditions
- Friedrich Nietzsche, « Dieu est mort », 1840-1900 citations / choix établi et présenté par Pascal David, Paris, La Martinière, « Voix », 2003.
- Karl Marx, « Transformer le monde », 1818-1883 citations / choix établi et présenté par Pascal David, Paris, La Martinière, « Voix », 2004.